# Ann Wagner
Pour les articles homonymes, voir Wagner.
Ann Louise Wagner, née le 13 septembre 1962 à Saint-Louis (Missouri), est une diplomate et femme politique américaine. Membre du Parti républicain, elle est ambassadrice des États-Unis au Luxembourg entre 2005 et 2009 puis représentante du Missouri depuis 2013.

## Biographie

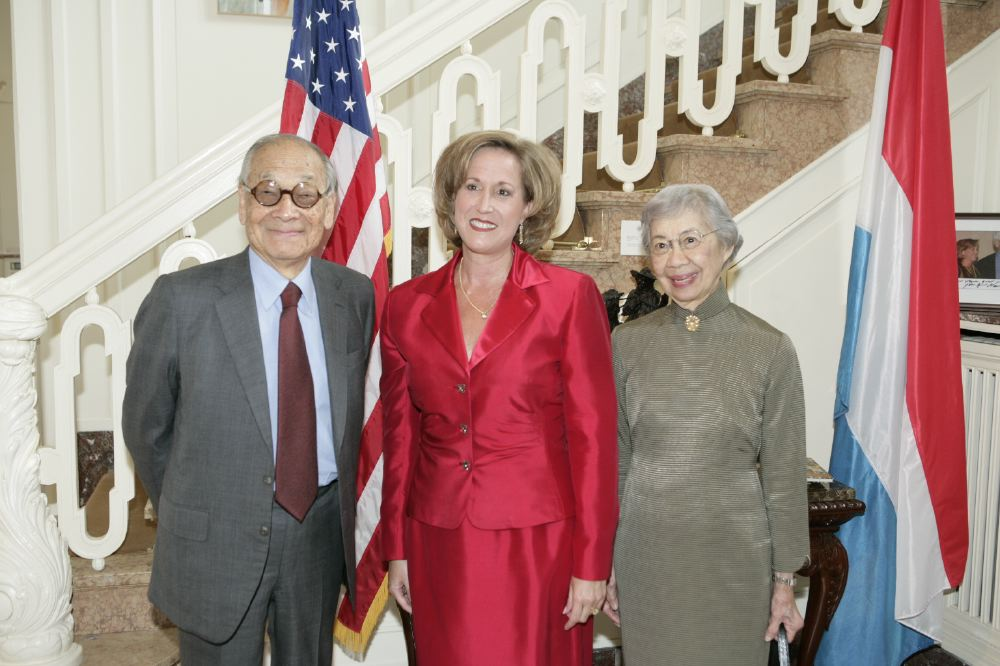
Ieoh Ming Pei et sa femme reçus par l'ambassadrice des États-Unis au Luxembourg Ann Wagner en 2006.